# Verkiezingen voor het Europees Parlement 1999 in Nederland
Op 10 juni 1999 vonden in Nederland verkiezingen plaats voor de zittingsperiode 1999/2004 van het Europees Parlement. Voor Nederland waren bij deze verkiezingen 31 zetels beschikbaar, evenveel als bij de verkiezingen in 1994.

## Deelnemende partijen
De kandidatenlijsten voor deze verkiezingen werden op 12 mei 1999 door de Kiesraad vastgesteld.
| Lijst | Partij                                 | Lijsttrekker           | Europese partij | Europese fractie |
| ----- | -------------------------------------- | ---------------------- | --------------- | ---------------- |
| 1     | CDA - Europese Volkspartij             | Hanja Maij-Weggen      | EVP             | EVP-ED           |
| 2     | P.v.d.A./Europese Sociaaldemocraten    | Max van den Berg       | PES             | PES              |
| 3     | VVD - Europese Liberaal-Democraten     | Jan-Kees Wiebenga      | ELDR            | ALDE             |
| 4     | D66                                    | Lousewies van der Laan | ELDR            | ALDE             |
| 5     | SGP, GPV, RPF                          | Hans Blokland          | ECPM            | EDD              |
| 6     | GROENLINKS                             | Joost Lagendijk        | EFGP            | Groenen/EVA      |
| 7     | CD/Conservatieve Democraten            | Chiel Koning           |                 |                  |
| 8     | Lijst-Sala                             | Luc Sala               |                 |                  |
| 9     | Europees Verkiezers Platform Nederland | Jim Janssen van Raaij  |                 |                  |
| 10    | SP (Socialistische Partij)             | Erik Meijer            |                 | GUE/NGL          |
| 11    | DE EUROPESE PARTIJ                     | Roel Nieuwenkamp       |                 |                  |

## Uitslag

### Opkomst
|                  | 1994       | 1994      | 1999       | 1999  |
| # stemmen        | %          | # stemmen | %          |       |
| ---------------- | ---------- | --------- | ---------- | ----- |
| Kiesgerechtigden | 11.618.677 |           | 11.862.864 |       |
| Niet opgekomen   | 7.471.947  | 64,31     | 8.302.100  | 69,98 |
| Opkomst          | 4.146.730  | 35,69     | 3.560.764  | 30,02 |
| Ongeldig/blanco  | 13.173     | 0,32      | 16.356     | 0,46  |
| Geldige stemmen  | 4.133.557  | 99,68     | 3.544.408  | 99,54 |
| Kiesdeler        | 133.340    | -         | 114.335    | -     |

### Verkiezingsuitslag en zetelverdeling naar partijen
De definitieve verkiezingsuitslag werd op 16 juni 1999 door de Kiesraad bekendgemaakt.
| Partij                                 | 1994      | 1994  | 1994   | 1999      | 1999  | 1999   | verschil | verschil |
| Partij                                 | # stemmen | %     | zetels | # stemmen | %     | zetels | %        | zetels   |
| -------------------------------------- | --------- | ----- | ------ | --------- | ----- | ------ | -------- | -------- |
| CDA - Europese Volkspartij             | 1.271.855 | 30,77 | 10     | 954.898   | 26,94 | 9      | -3,83    | -1       |
| P.v.d.A./Europese Sociaaldemocraten    | 945.869   | 22,88 | 8      | 712.929   | 20,11 | 6      | -2,77    | -2       |
| VVD – Europese Liberaal-Democraten     | 740.443   | 17,91 | 6      | 698.050   | 19,69 | 6      | +1,78    | 0        |
| GROENLINKS                             | 154.547   | 3,74  | 1      | 419.869   | 11,85 | 4      | +8,11    | +3       |
| SGP, GPV en RPF                        | 322.793   | 7,81  | 2      | 309.612   | 8,74  | 3      | +0,93    | +1       |
| D66                                    | 481.843   | 11,66 | 4      | 205.623   | 5,80  | 2      | -5,86    | -2       |
| SP (Socialistische Partij)             | 55.311    | 1,34  | 0      | 178.642   | 5,04  | 1      | +3,70    | +1       |
| DE EUROPESE PARTIJ                     | -         | -     | -      | 23.231    | 0,66  | 0      | +0,66    | 0        |
| CD/Conservatieve Democraten            | 43.299    | 1,05  | 0      | 17.740    | 0,50  | 0      | -0,55    | 0        |
| Europees Verkiezers Platform Nederland | -         | -     | -      | 13.234    | 0,37  | 0      | +0,37    | 0        |
| Lijst-Sala                             | -         | -     | -      | 10.580    | 0,30  | 0      | +0,30    | 0        |
| overige partijen in 1994               | 117.597   | 2,84  | 0      | -         | -     | -      | -2,84    | 0        |
| totaal                                 | 4.133.557 | 100   | 31     | 3.544.408 | 100   | 31     | 0        | 0        |

Winnaars waren GroenLinks (van 1 naar 4), de gecombineerde lijst van SGP/GPV/RPF (van 2 naar 3) en de SP (van 0 naar 1). Verliezers waren de PvdA (van 8 naar 6), D66 (van 4 naar 2) en het CDA (van 10 naar 9). De VVD bleef gelijk met 6 zetels.

### Gekozen leden
Twee kandidaten werden met voorkeurstemmen gekozen: Toine Manders (VVD) en Maria Martens (CDA).